# Жоффе, Ролан
Рола́н Жоффе́ (англ. Roland Joffé; МФА [ˈroulənd ˈdʒɔfiː]; род. 17 ноября 1945, Лондон, Великобритания) — англо-французский кинорежиссёр, сценарист и продюсер.

## Биография
Ролан Жоффе родился 17 ноября 1945 года в Лондоне. Воспитывался в семье деда — скульптора Джейкоба Эпстайна (на дочери Эпстайна Эстер вторично женился отец Ролана). Учился во французском лицее Шарля де Голля (Lycée Français Charles de Gaulle) в Южном Кенсингтоне и колледже Кармель (Carmel College) — единственной еврейской школе-интернате в Европе (Оксфордшир). Высшее образование получил в Манчестерском университете.
В 1970-х годах работал артистом в театре. С 1971 по 1980 год был женат на актрисе Джейн Лапотейр, развод, сын — Роуэн Жоффе (р. 1973), ныне также сценарист и режиссёр.
Его дебютом в кино стала драма «Поля смерти» (1984), основанная на документальных материалах, о действиях красных кхмеров в Камбодже. Картина принесла Жоффе номинацию на «Оскар» за лучшую режиссуру и получила три премии.
Вторую номинацию на «Оскар» режиссёр получил за свой следующий фильм «Миссия» (1986), рассказывающий об иезуитских миссионерах в Бразилии конца XVIII века. Картина стала лауреатом премии «Золотая пальмовая ветвь» Каннского кинофестиваля.
Третий фильм Жоффе о Роберте Оппенгеймере «Толстяк и малыш» посвящён истории создания атомной бомбы.
В мае 2007 года Жоффе начал съёмки фильма «Ты и я» (рабочее название «В поисках t.A.T.u.») по произведению депутата Госдумы России Алексея Митрофанова.

## Фильмография
- 1984 — Поля смерти / The Killing Fields
- 1986 — Миссия / The Mission
- 1989 — Толстяк и Малыш / Fat Man And Little Boy
- 1992 — Город удовольствий / City of Joy
- 1995 — Алая буква / The Scarlet Letter
- 1997 — Прощай, любовник / Goodbye Lover
- 2000 — Ватель / Vatel
- 2007 — Похищение / Captivity
- 2011 — Ты и я / You and I
- 2011 — Там обитают драконы / There Be Dragons
- 2015 — Вне времени / The Lovers
- 2015 — «Восстание Техаса»[англ.] / Texas Rising (телесериал)
- 2017 — Сан Рекордс[англ.] / Sun Records (телесериал)
- 2017 — Прощённый[англ.] / The Forgiven
- TBA — Ноябрь 1963[англ.] / November 1963